# Axel Petersén
Axel Carl Otto Petersén, född 31 oktober 1979 i Stockholm, är en svensk regissör.
Han är manusförfattare och regissör till filmen Avalon (2011). Filmen hade världspremiär i september 2011 på Torontos filmfestival. Där vann den kritikerpriset för bästa debutfilm. Det var första gången en svensk film vann pris på festivalen. År 2023 hade Syndabocken premiär och mottog god kritik. Inför Guldbaggegalan 2024 nominerades filmen till nio priser, varav den vann sju, flest av alla det året. Petersén själv mottog Guldbaggen för bästa regi.
Han är son till Etienne Petersén och brorson till skådespelaren Leonore Ekstrand.

## Filmografi

### Regi
- Classic Intercourse (2005)
- Mathias Lithner (2006)
- Söndagmiddag (2007)
- Numerologen (2007)
- A Good Friend of Mr. World (2009)
- Close to God/Far From Home (Somewhere in Between Pop and Classical) (2010)
- The Tracks of My Tears 2 (2011)
- Avalon (2012)
- Under pyramiden (2016)
- Toppen av ingenting (2018)
- Syndabocken (2023)

### Manus
- Classic Intercourse (2005)
- Mathias Lithner (2006)
- Söndagmiddag (2007)
- Numerologen (2007)
- A Good Friend of Mr. World (2009)
- Close to God/Far From Home (Somewhere in Between Pop and Classical) (2010)
- The Tracks of My Tears 2 (2011)
- Avalon (2012)
- Under pyramiden (2016)
- Syndabocken (2023)

### Producent
- Mathias Lithner (2006)
- Söndagmiddag (2007)
- Close to God/Far From Home (Somewhere in Between Pop and Classical) (2010)
- The Tracks of My Tears 2 (2011)

### Foto
- Söndagmiddag (2007)
- A Good Friend of Mr. World (2009)
- Close to God/Far From Home (Somewhere in Between Pop and Classical) (2010)
- The Tracks of My Tears 2 (2011)